# Leucochrysa (Nodita) zayasi
Leucochrysa (Nodita) zayasi is een insect uit de familie van de gaasvliegen (Chrysopidae), die tot de orde netvleugeligen (Neuroptera) behoort. 
Leucochrysa (Nodita) zayasi is voor het eerst wetenschappelijk beschreven door Alayo in 1968.